# Puti Kaisar-Mihara
Puti Kaisar-Mihara (* 28. dubna 1986 Padang) je indonéská a v Rakousku již zdomácnělá mistryně bojového umění, modelka, tanečnice, choreografka a příležitostná herečka.

## Životopis
Puti se narodila v Padangu na pobřeží Sumatry v Indonésii. Ve třech letech se s otcem přestěhovala do Rakouska, kde začala s tréninkem Pencak Silat již v útlém věku. V současné době nosí titul Pendekar 4. stupně a vyučuje na Institutu pro PMG-Sentak (umění sebeobrany) ve Vídni. Roku 2016 si zahrála úlohu profesionální vražedkyně ve filmu Tatort: Die Kunst des Krieges.